# Raba (Chorwacja)
Raba – wieś w Chorwacji, w żupanii dubrownicko-neretwiańskiej, w gminie Slivno. W 2011 roku liczyła 10 mieszkańców.